# Golinhac
Golinhac est une commune française, située dans le département de l'Aveyron en région Occitanie.

## Géographie

### Généralités

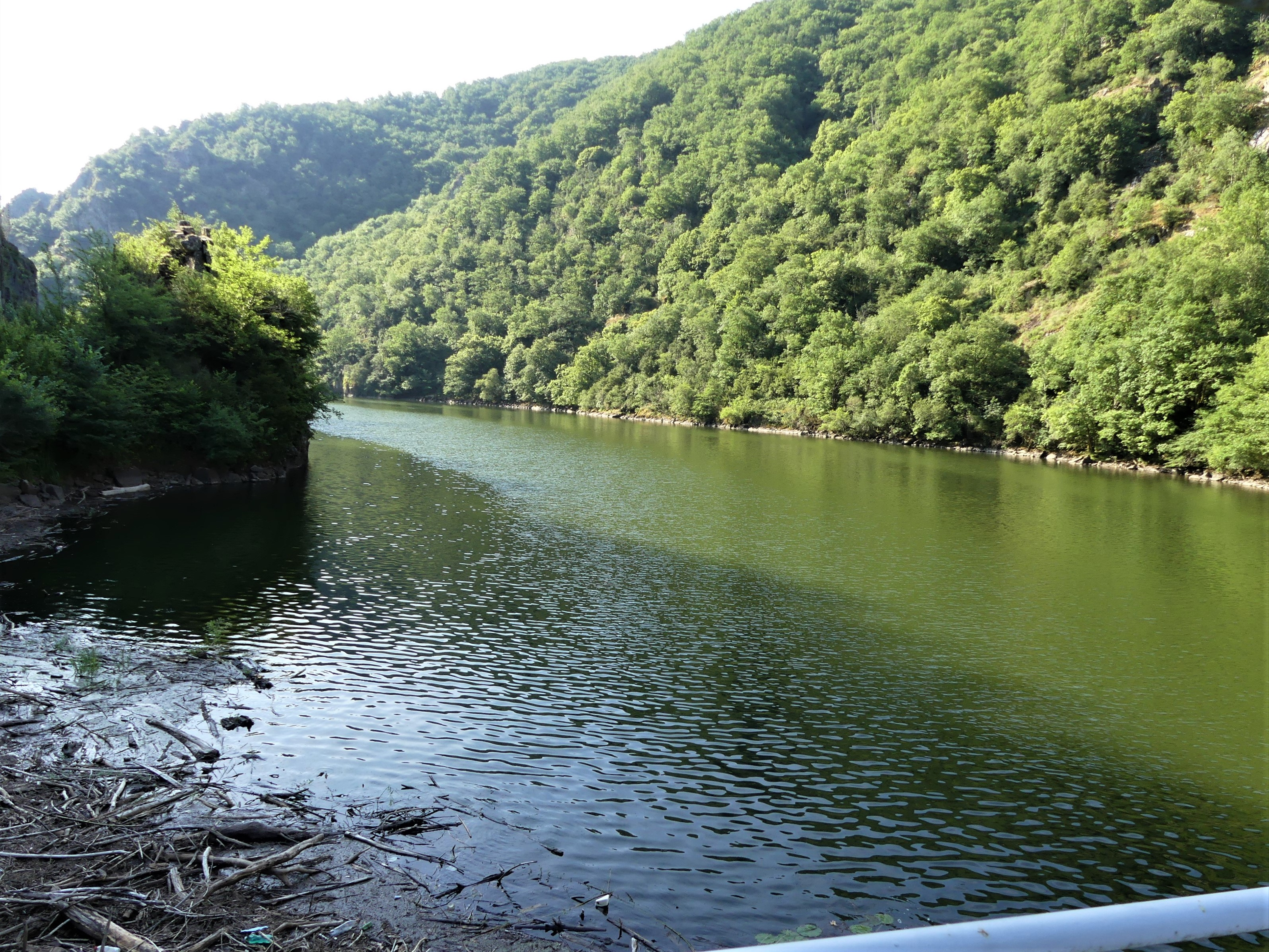
Le Lot juste en amont du barrage de Golinhac.

Dans la moitié nord du département de l'Aveyron, la commune de Golinhac s'étend sur 32,41 km2. Elle est bordée à l'est sur environ onze kilomètres par le Lot, dont 2,5 km dans la retenue du barrage de Golinhac, et arrosée par une quinzaine de ses affluents dont les deux plus importants bordent la commune : le ruisseau de la Daze à l'ouest et  le ruisseau de Luzane au sud.
L'altitude minimale, 229 mètres, se trouve localisée à l'extrême nord, là où le Lot quitte la commune et sert de limite entre celles de d'Entraygues-sur-Truyère et de Florentin-la-Capelle. L'altitude maximale avec 693 ou 694 mètres est située dans le sud, au Puech de Catusse.
Traversé par la route départementale (RD) 519, le bourg de Golinhac est situé, en distances orthodromiques, dix-sept kilomètres au nord-ouest d'Espalion, vingt-trois kilomètres au sud-ouest de Laguiole, et vingt-huit kilomètres au nord de la préfecture Rodez.
La commune est également desservie par les RD 20, 135 et 904.
Entre Estaing et Espeyrac, le sentier de grande randonnée 65 (la via Podiensis du pèlerinage de Compostelle) traverse le territoire communal sur environ quatorze kilomètres et passe par le bourg et l'église de Golinhac.

### Communes limitrophes
Golinhac est limitrophe de sept autres communes.
À l'ouest, son territoire est distant de moins de quatre-cents mètres de celui de Saint-Félix-de-Lunel.
Les communes limitrophes sont  Campuac, Entraygues-sur-Truyère, Espeyrac, Estaing, Florentin-la-Capelle, Le Nayrac et Sébrazac.
| Espeyrac | Entraygues-sur-Truyère | Florentin-la-Capelle |
|          | Golinhac               | Le Nayrac            |
| Campuac  | Sébrazac               | Estaing              |

### Hydrographie

#### Réseau hydrographique

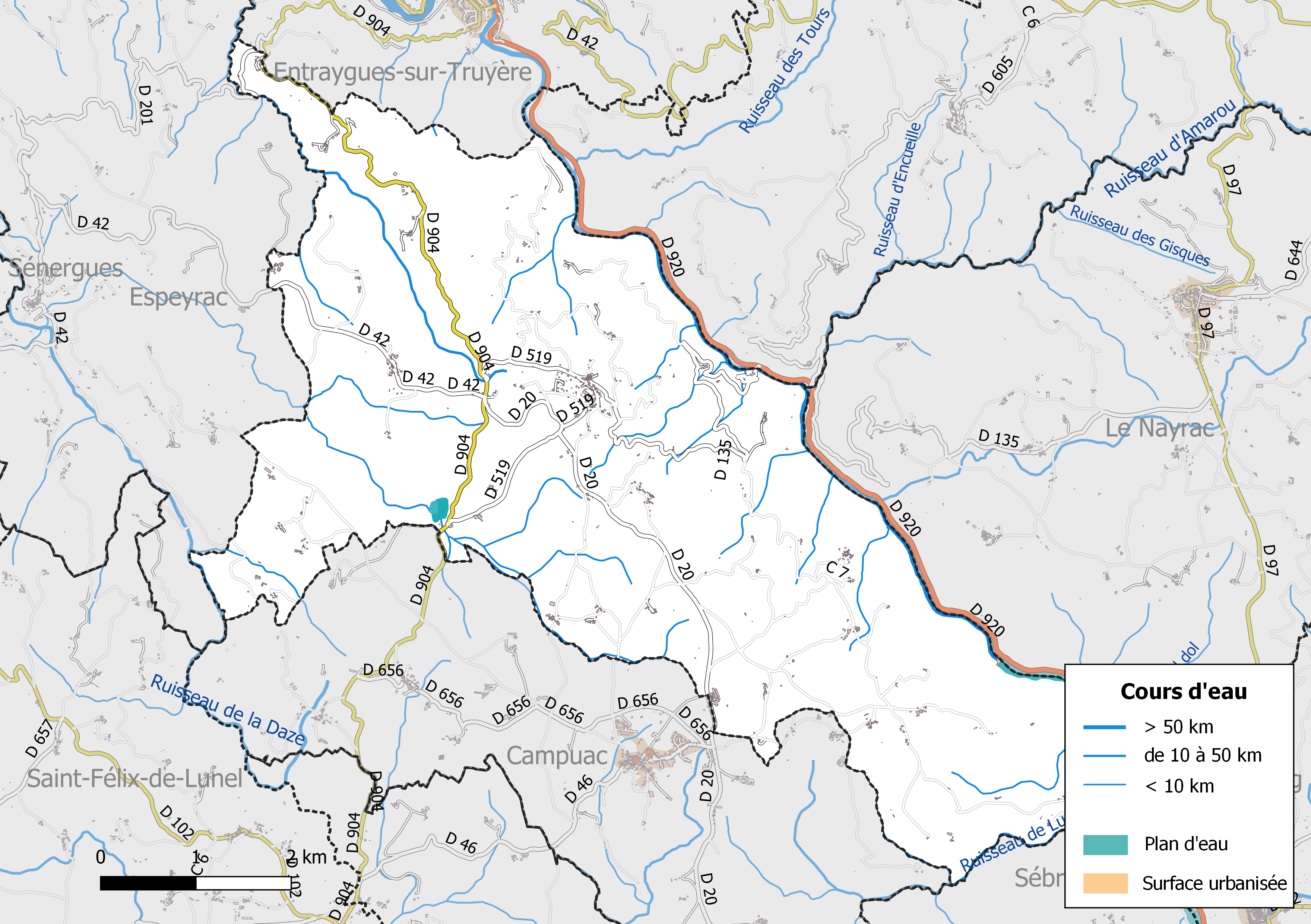
Réseaux hydrographique et routier de Golinhac.

La commune est drainée par le Lot, le ruisseau de la Daze, le ruisseau de Luzane, le ruisseau du Pradalas et par divers autres petits cours d'eau.
Le Lot prend sa source à 1272 m d’altitude sur la montagne du Goulet (nord du Mont Lozère), dans la commune de Cubières (48), et se jette  dans la Garonne à Monheurt (47), après avoir parcouru 484 km et traversé 129 communes. Il borde la commune sur environ onze kilomètres du sud-est au nord.
Le ruisseau de la Daze, d'une longueur totale de 13,3 km, prend sa source dans la commune de Campuac et se jette  dans le Lot à Sénergues, après avoir arrosé 6 communes. Il borde la commune au sud-ouest sur plus de 800 mètres.
Le lac de Golinhac est un lac de retenue lié au barrage de Golinhac, long de six kilomètres, qui s'étend sur 53 hectares et retient les eaux du Lot ; le bassin versant drainé y est de 2 051 km2. Outre les deux communes entre lesquelles est érigé le barrage, Golinhac et Le Nayrac, la retenue baigne également Estaing et Sébrazac. Elle est également alimentée par quelques ruisseaux, dont le plus important est le ruisseau de Luzane, qui marque la limite territoriale entre Golinhac et Sébrazac.

#### Gestion des cours d'eau
Afin d’atteindre le bon état des eaux imposé par la Directive-cadre sur l'eau du 23 octobre 2000, plusieurs outils de gestion intégrée s’articulent à différentes échelles pour définir et mettre en œuvre un programme d’actions de réhabilitation et de gestion des milieux aquatiques : le SDAGE (Schéma directeur d'aménagement et de gestion des eaux), à l’échelle du bassin hydrographique, et le SAGE (Schéma d'aménagement et de gestion des eaux), à l’échelle locale. Ce dernier fixe les objectifs généraux d’utilisation, de mise en valeur et de protection quantitative et qualitative des ressources en eau superficielle et souterraine. Trois SAGE sont mis en oeuvre dans le département de l'Aveyron.
La commune fait partie du SAGE Lot amont, approuvé le 15 décembre 2015, au sein du SDAGE Adour-Garonne. Le périmètre de ce SAGE concerne le bassin d'alimentation du Lot depuis sa source jusqu'à Entraygues-sur-Truyère dans l'Aveyron, où il reçoit la Truyère en rive droite. Il couvre ainsi 91 communes, sur deux départements (Lozère et Aveyron) et 2 régions – une superficie de 2 616 km2 et 1 400 km de cours d'eau permanents auxquels s'ajoutent jusqu'à 576 km de cours d'eau temporaires,. Le pilotage et l’animation du SAGE sont assurés par le Syndicat mixte Lot-Dourdou (SMLD), qualifié de « structure porteuse ». Cet organisme a été créé le 1er janvier 2014 par rapprochement de trois syndicats de rivières et est constitué de quatorze communautés de communes.

### Climat
Pour des articles plus généraux, voir Climat de l'Occitanie et Climat de l'Aveyron.
En 2010, le climat de la commune est de type climat océanique altéré, selon une étude s'appuyant sur une série de données couvrant la période 1971-2000. En 2020, Météo-France publie une typologie des climats de la France métropolitaine dans laquelle la commune est exposée à un climat de montagne et est dans la région climatique Sud-est du Massif Central, caractérisée par une pluviométrie annuelle de 1 000 à 1 500 mm, minimale en été, maximale en automne.
Pour la période 1971-2000, la température annuelle moyenne est de 11,3 °C, avec une amplitude thermique annuelle de 15,7 °C. Le cumul annuel moyen de précipitations est de 1 333 mm, avec 11,8 jours de précipitations en janvier et 6,9 jours en juillet. Pour la période 1991-2020, la température moyenne annuelle observée sur la station météorologique la plus proche, située sur la commune d'Entraygues-sur-Truyère à 5 km à vol d'oiseau, est de 13,3 °C et le cumul annuel moyen de précipitations est de 1 116,3 mm,. Pour l'avenir, les paramètres climatiques de la commune estimés pour 2050 selon différents scénarios d'émission de gaz à effet de serre sont consultables sur un site dédié publié par Météo-France en novembre 2022.

### Milieux naturels et biodiversité

#### Sites Natura 2000

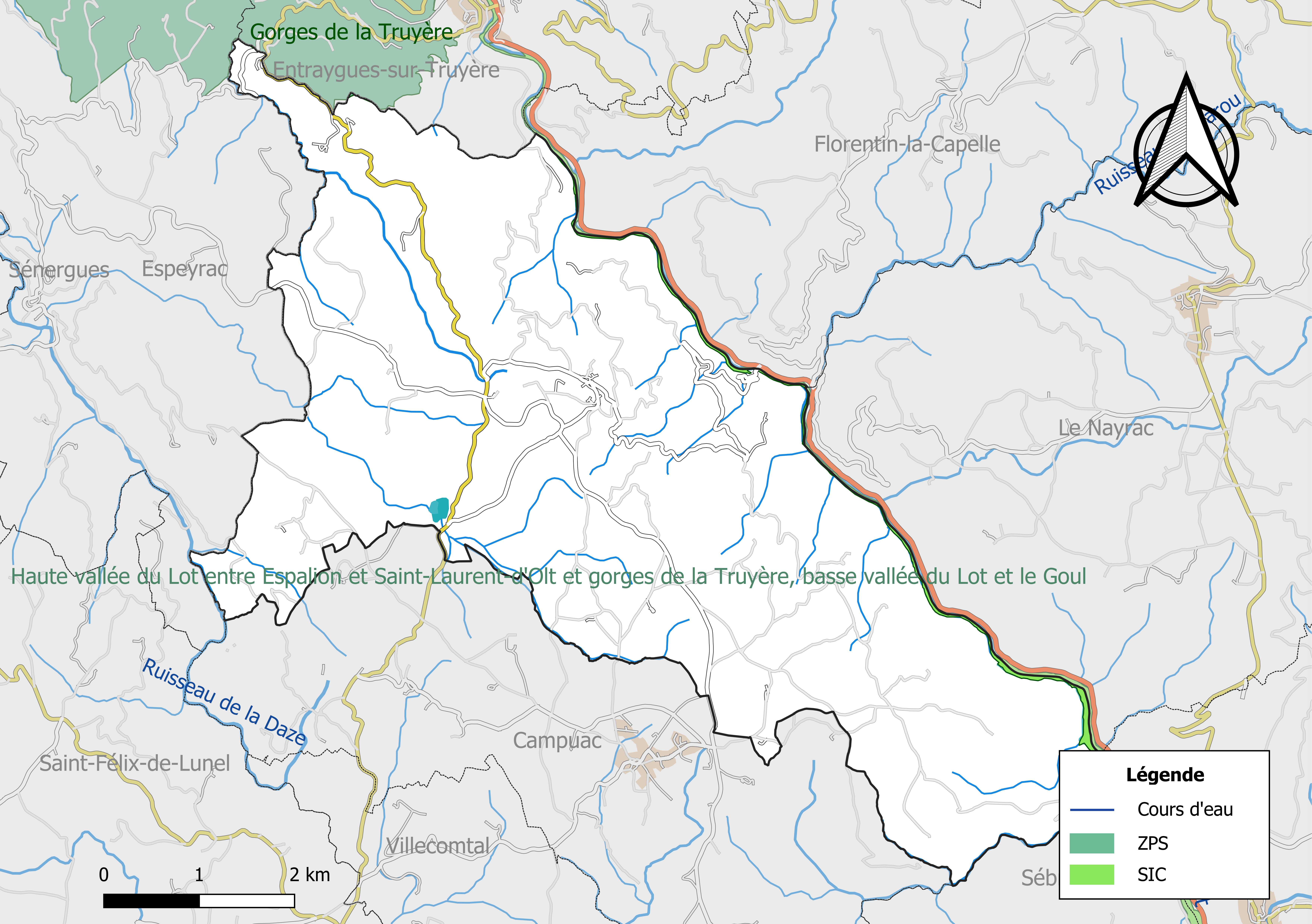
Sites Natura 2000 sur le territoire communal.

Le réseau Natura 2000 est un réseau écologique européen de sites naturels d’intérêt écologique élaboré à partir des Directives « Habitats » et « Oiseaux ». Ce réseau est constitué de Zones spéciales de conservation (ZSC) et de Zones de protection spéciale (ZPS). Dans les zones de ce réseau, les États Membres s'engagent à maintenir dans un état de conservation favorable les types d'habitats et d'espèces concernés, par le biais de mesures réglementaires, administratives ou contractuelles.
Un site Natura 2000 a été défini sur la commune au titre de la « directive Habitats » : 
La « Haute vallée du Lot entre Espalion et Saint-Laurent-d'Olt et gorges de la Truyère, basse vallée du Lot et le Goul », d'une superficie de 5 653 ha sur 31 communes de l'Aveyron et 7 communes du Cantal, comprend une partie de la vallée du Lot ainsi que deux de ses affluents : la Truyère et le Goul. Le site est remarquable d'une part du fait de la présence de deux espèces d'intérêt communautaire, la Loutre d'Europe et le Chabot, et de plusieurs habitats aquatiques et forestiers d'intérêts communautaires qui se rapportent aux trois entités paysagères du site.

#### Zones naturelles d'intérêt écologique, faunistique et floristique
L’inventaire des zones naturelles d'intérêt écologique, faunistique et floristique (ZNIEFF) a pour objectif de réaliser une couverture des zones les plus intéressantes sur le plan écologique, essentiellement dans la perspective d’améliorer la connaissance du patrimoine naturel national et de fournir aux différents décideurs un outil d’aide à la prise en compte de l’environnement dans l’aménagement du territoire.
Le territoire communal de Golinhac comprend une ZNIEFF de type 1,, 
la « Rivière Lot (partie Aveyron) » (2 552 ha), couvrant 33 communes dont 30 dans l'Aveyron, 2 dans le Cantal et 1 dans la Lozère
, et une ZNIEFF de type 2,, 
la « Vallée du Lot (partie Aveyron) » (19 239 ha), qui s'étend sur 47 communes dont 39 dans l'Aveyron, 5 dans le Cantal, 2 dans le Lot et 1 dans la Lozère.

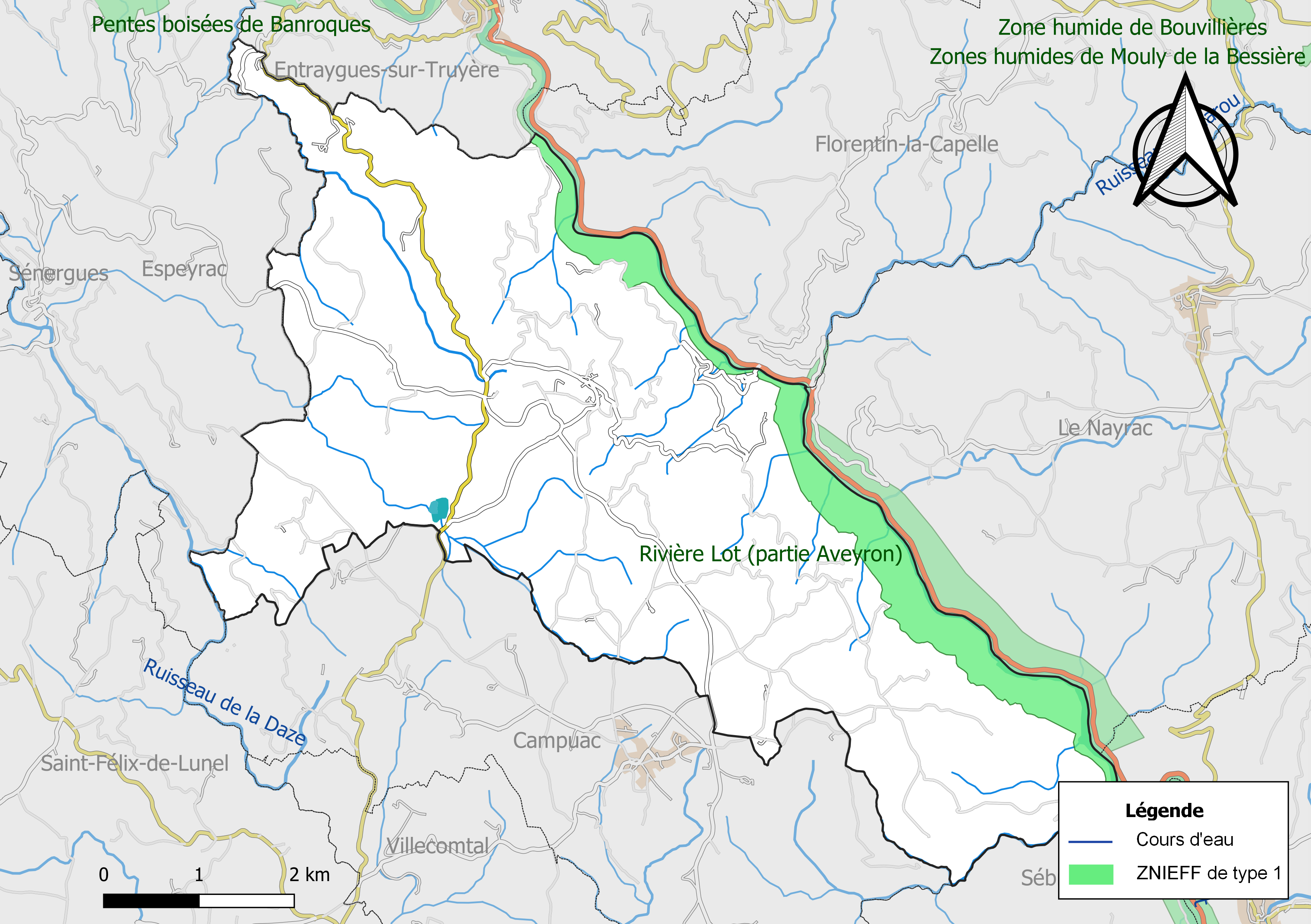
Carte de la ZNIEFF de type 1 de la commune.
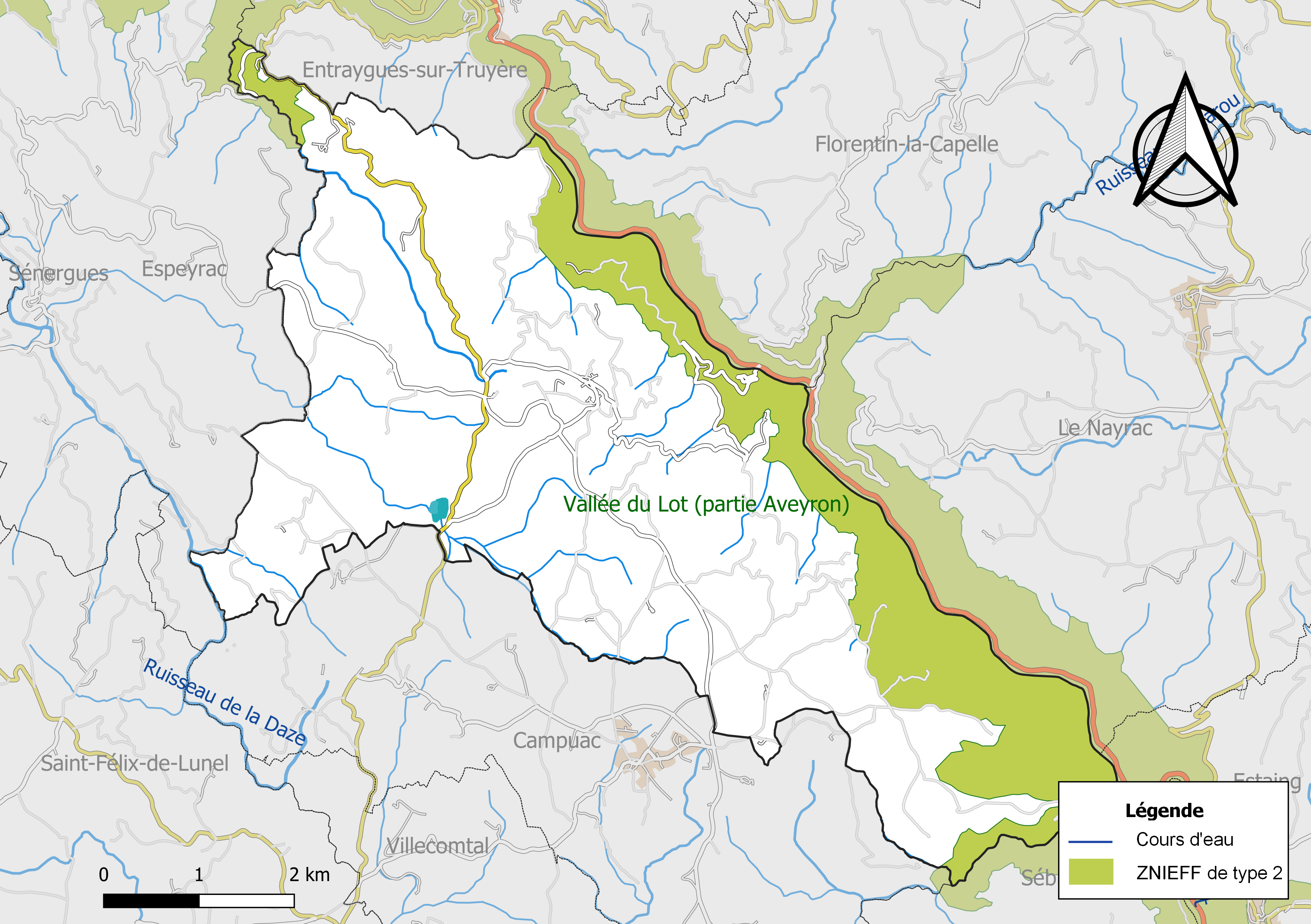
Carte de la ZNIEFF de type 2 de la commune.

## Urbanisme

### Typologie
Au 1er janvier 2024, Golinhac est catégorisée commune rurale à habitat très dispersé, selon la nouvelle grille communale de densité à 7 niveaux définie par l'Insee en 2022.
Elle est située hors unité urbaine et hors attraction des villes,.

### Occupation des sols

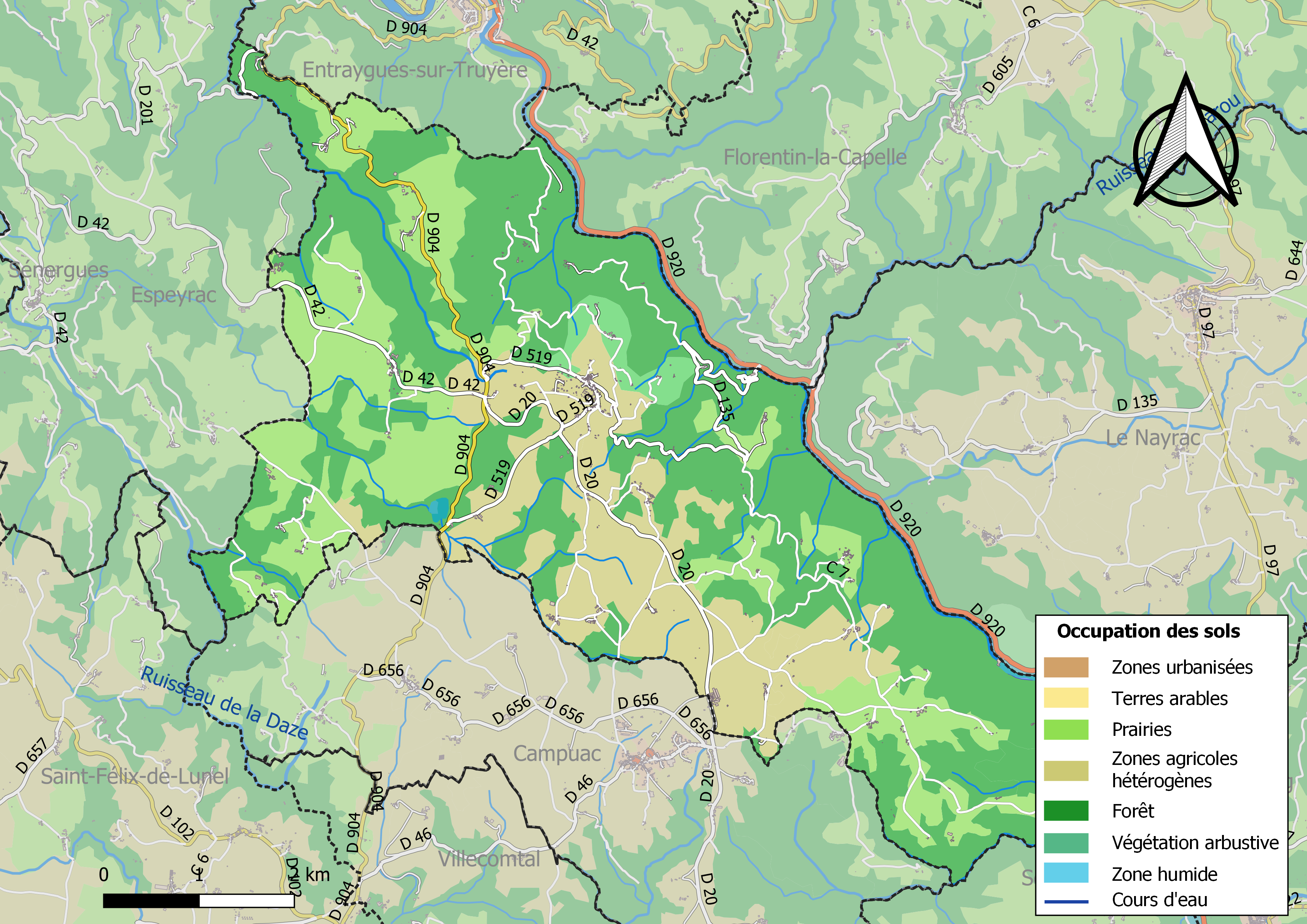
Infrastructures et occupation des sols de la commune de Golinhac.

L'occupation des sols de la commune, telle qu'elle ressort de la base de données européenne d’occupation biophysique des sols Corine Land Cover (CLC), est marquée par l'importance des forêts et milieux semi-naturels (52,5 % en 2018), en diminution par rapport à 1990 (57,9 %). La répartition détaillée en 2018 est la suivante : 
forêts (52,5 %), prairies (24,3 %), zones agricoles hétérogènes (22,7 %), eaux continentales (0,4 %).

### Planification
La commune ne disposait pas en 2017 de document d'urbanisme opérationnel et le règlement national d'urbanisme s'appliquait donc pour la délivrance des permis de construire.

### Risques majeurs
Le territoire de la commune de Golinhac est vulnérable à différents aléas naturels : inondations, climatiques (hiver exceptionnel ou canicule), feux de forêts et séisme (sismicité faible).
Il est également exposé à un risque technologique, et la rupture d'un barrage, et à un risque particulier, le risque radon,.

#### Risques naturels

Zones inondables de la commune de Golinhac.

Certaines parties du territoire communal sont susceptibles d’être affectées par le risque d’inondation par débordement du Lot. Les dernières grandes crues historiques, ayant touché plusieurs parties du département, remontent aux 3 et 4 décembre 2003 (dans les bassins du Lot, de l'Aveyron, du Viaur et du Tarn) et au 28 novembre 2014 (bassins de la Sorgues et du Dourdou). Ce risque est pris en compte dans l'aménagement du territoire de la commune par le biais du Plan de prévention du risque inondation (PPRI) Lot amont, approuvé le 21 décembre 2007.
Le Plan départemental de protection des forêts contre les incendies découpe le département de l’Aveyron en sept « bassins de risque » et définit une sensibilité des communes à l’aléa feux de forêt (de faible à très forte). La commune est classée en sensibilité faible.
Les mouvements de terrains susceptibles de se produire sur la commune sont soit des mouvements liés au retrait-gonflement des argiles, soit des effondrements liés à des cavités souterraines. Le phénomène de retrait-gonflement des argiles est la conséquence d'un changement d'humidité des sols argileux. Les argiles sont capables de fixer l'eau disponible mais aussi de la perdre en se rétractant en cas de sécheresse. Ce phénomène peut provoquer des dégâts très importants sur les constructions (fissures, déformations des ouvertures) pouvant rendre inhabitables certains locaux. La carte de zonage de cet aléa peut être consultée sur le site de l'observatoire national des risques naturels Géorisques. Une autre carte permet de prendre connaissance des cavités souterraines localisées sur la commune,.

#### Risques technologiques
Dans le département de l'Aveyron on dénombre huit grands barrages susceptibles d’occasionner des dégâts en cas de rupture. La commune fait partie des 64 communes susceptibles d’être touchées par l’onde de submersion consécutive à la rupture d’un de ces barrages.

#### Risque particulier
Dans plusieurs parties du territoire national, le radon, accumulé dans certains logements ou autres locaux, peut constituer une source significative d’exposition de la population aux rayonnements ionisants. Toutes les communes du département sont concernées par le risque radon à un niveau plus ou moins élevé. Selon le dossier départemental des risques majeurs du département établi en 2013, la commune de Golinhac est classée à risque moyen à élevé. Un décret du 4 juin 2018 a modifié la terminologie du zonage définie dans le code de la santé publique et a été complété par un arrêté du 27 juin 2018 portant délimitation des zones à potentiel radon du territoire français. La commune est désormais en zone 3, à savoir zone à potentiel radon significatif.

## Histoire
Golinhac est une fondation des Romains sur une voie de passage (Estrade). C'est un village dès le XIe siècle avec des origines de l'époque carolingienne. Ce fut le site d'une viguerie. L'église préromane avec des annexes gothiques servait comme église fortifiée jusqu'au XVIIe siècle.

## Politique et administration

### Découpage territorial
La commune de Golinhac est membre de la communauté de communes Comtal Lot et Truyère, un établissement public de coopération intercommunale (EPCI) à fiscalité propre créé le 1er janvier 2017 dont le siège est à Espalion. Ce dernier est par ailleurs membre d'autres groupements intercommunaux.
Sur le plan administratif, elle est rattachée à l'arrondissement de Rodez, au département de l'Aveyron et à la région Occitanie. Sur le plan électoral, elle dépend du  canton de Lot et Truyère pour l'élection des conseillers départementaux, depuis le redécoupage cantonal de 2014 entré en vigueur en 2015, et de la première circonscription de l'Aveyron  pour les élections législatives, depuis le dernier découpage électoral de 2010.

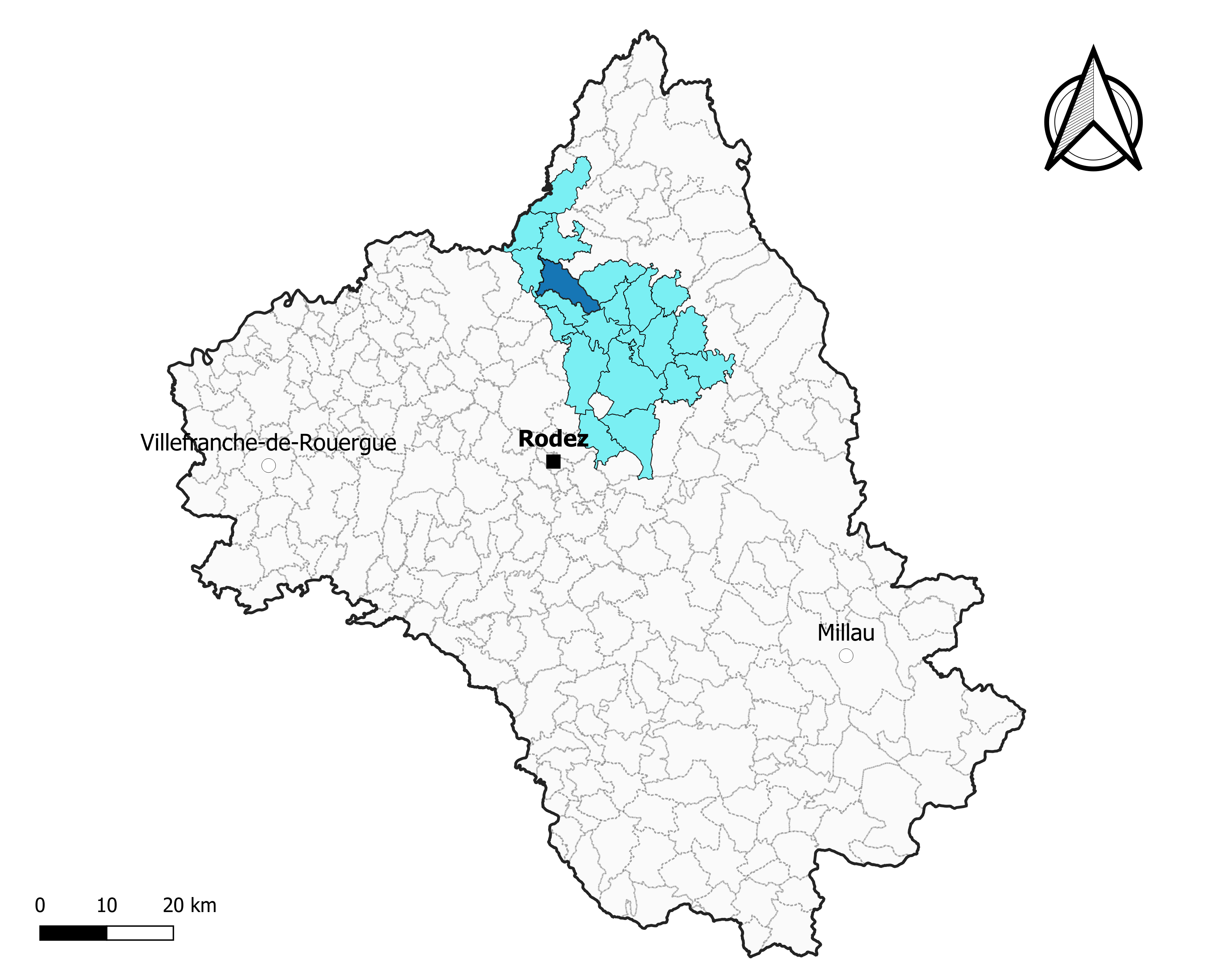
Golinhac dans l'intercommunalité en 2020.
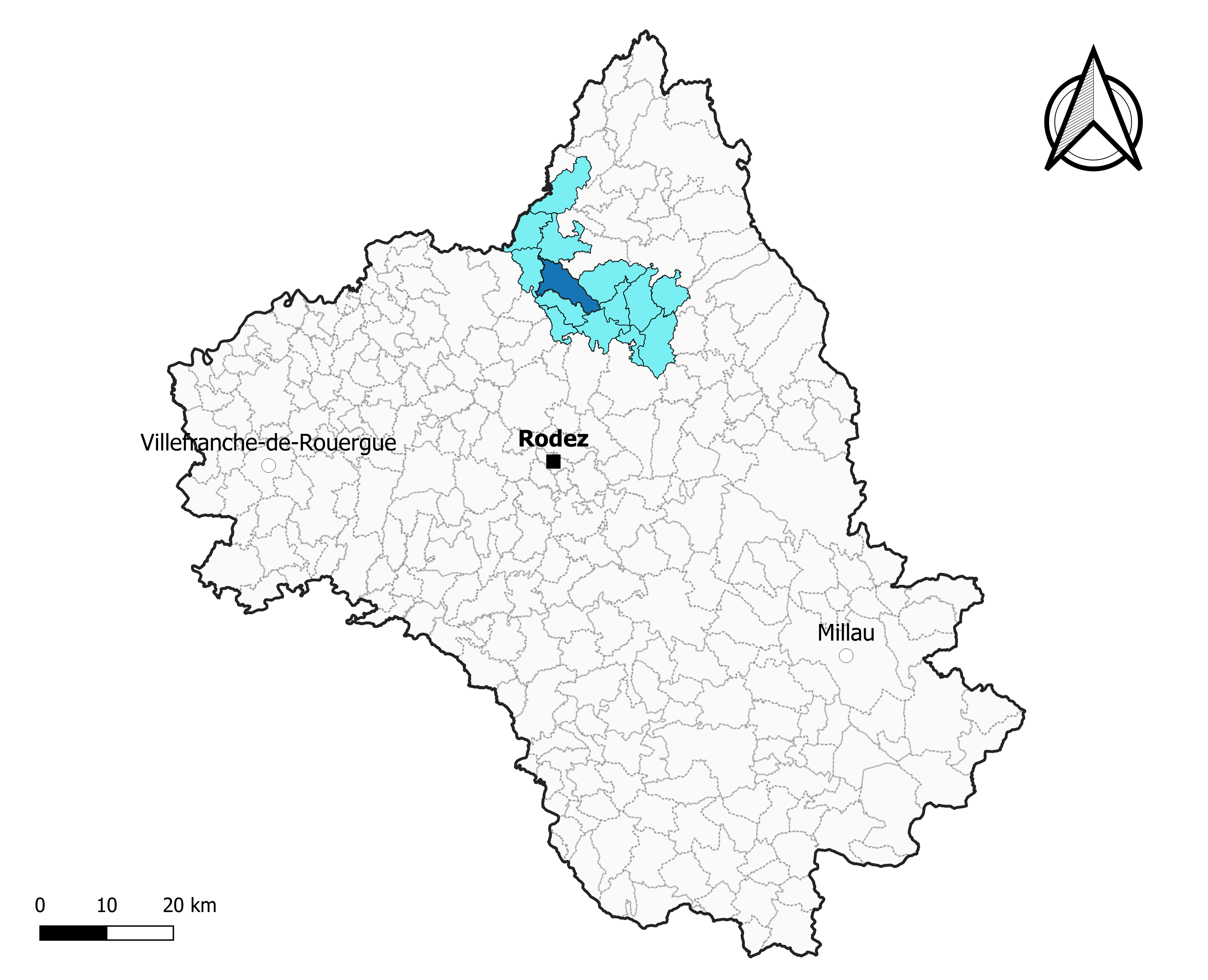
Golinhac dans le canton de Lot et Truyère en 2020.
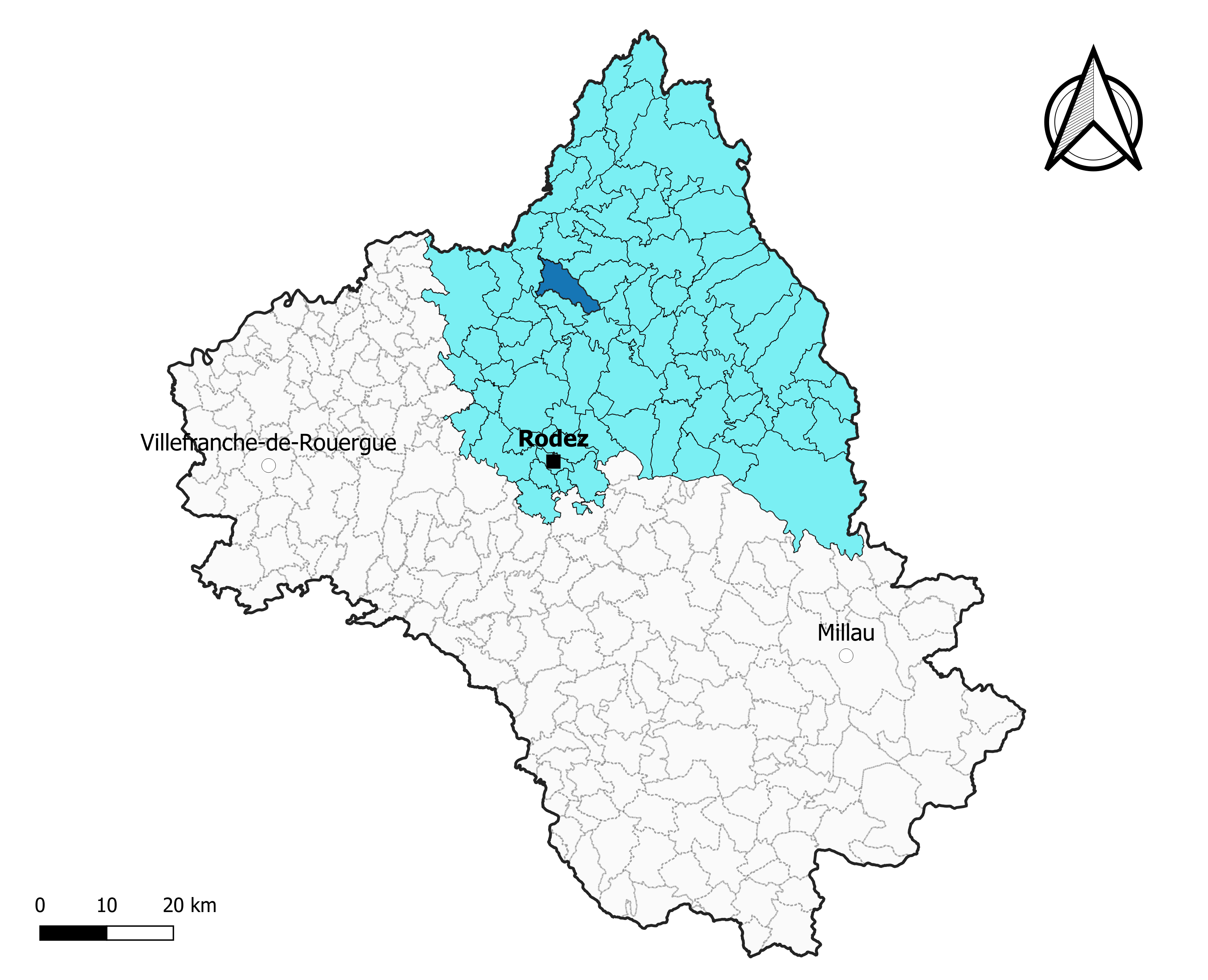
Golinhac dans l'arrondissement de Rodez en 2020.

### Élections municipales et communautaires

#### Élections de 2020
Le conseil municipal de Golinhac, commune de moins de 1 000 habitants, est élu au scrutin majoritaire plurinominal à deux tours avec candidatures isolées ou groupées et possibilité de panachage. Compte tenu de la population communale, le nombre de sièges à pourvoir lors des élections municipales de 2020 est de 11. La totalité des onze candidats en lice est élue dès le premier tour, le 15 mars 2020, avec un taux de participation de 74,29 %.
Alexandre Bénézet est élu nouveau maire de la commune le 23 mai 2020.
Dans les communes de moins de 1 000 habitants, les conseillers communautaires sont désignés parmi les conseillers municipaux élus en suivant l’ordre du tableau (maire, adjoints puis conseillers municipaux) et dans la limite du nombre de sièges attribués à la commune au sein du conseil communautaire. Deux sièges sont attribués à la commune au sein de la communauté de communes Comtal Lot et Truyère.

#### Liste des maires

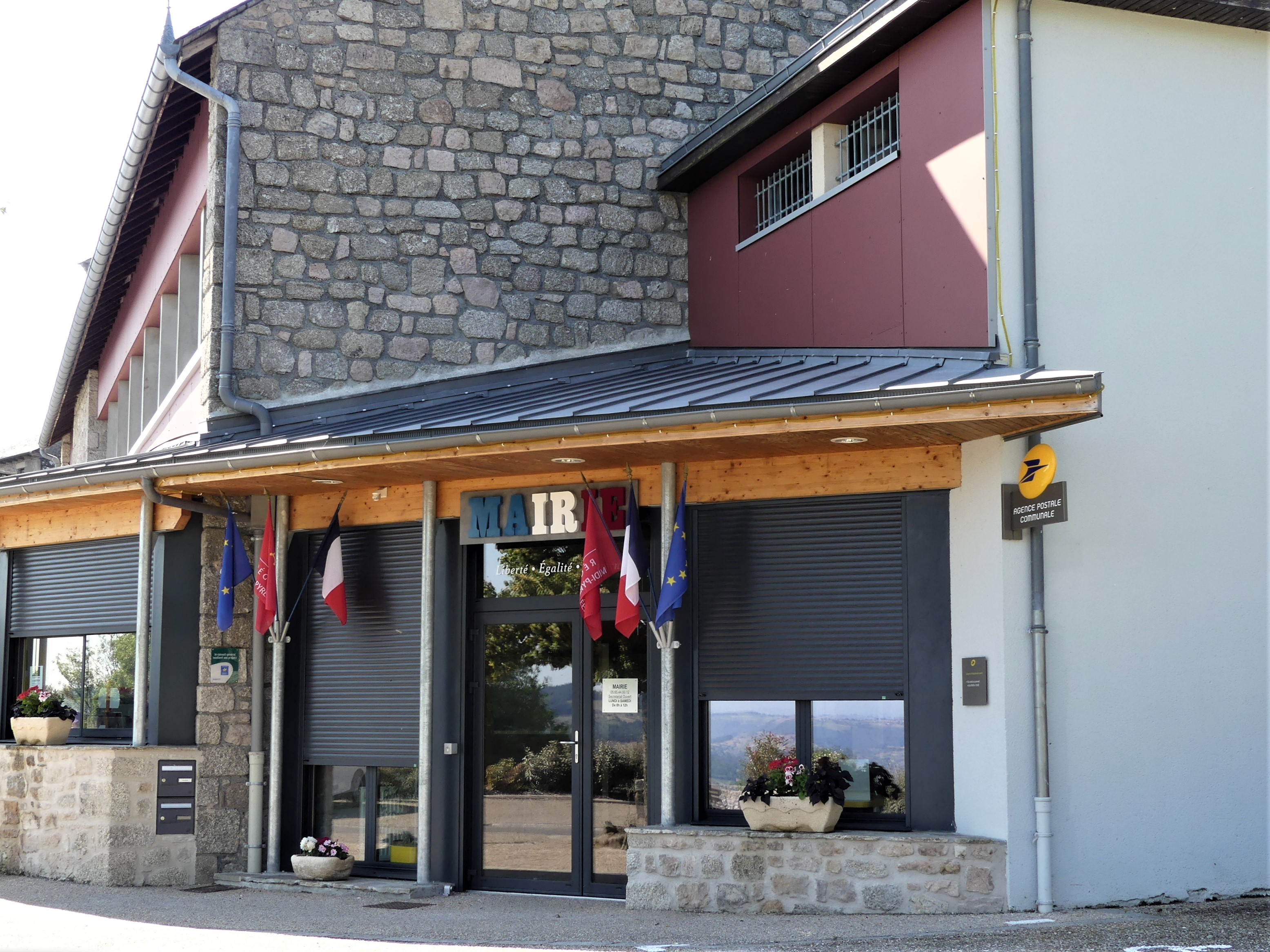
La mairie en 2017.

| Période                                  | Période  | Identité          | Étiquette | Qualité     |
| ---------------------------------------- | -------- | ----------------- | --------- | ----------- |
| Les données manquantes sont à compléter. |          |                   |           |             |
|                                          |          |                   |           |             |
| 2008                                     | mai 2020 | Didier Eche       | DVG       | Agriculteur |
| mai 2020                                 | En cours | Alexandre Bénézet |           |             |

## Démographie
L'évolution du nombre d'habitants est connue à travers les recensements de la population effectués dans la commune depuis 1793. Pour les communes de moins de 10 000 habitants, une enquête de recensement portant sur toute la population est réalisée tous les cinq ans, les populations de référence des années intermédiaires étant quant à elles estimées par interpolation ou extrapolation. Pour la commune, le premier recensement exhaustif entrant dans le cadre du nouveau dispositif a été réalisé en 2006.

En 2022, la commune comptait 370 habitants, en évolution de +7,87 % par rapport à 2016 (Aveyron : +0,37 %, France hors Mayotte : +2,11 %).
| 1793 | 1800  | 1836  | 1841  | 1846  | 1851  | 1856  | 1861  | 1866  |
| ---- | ----- | ----- | ----- | ----- | ----- | ----- | ----- | ----- |
| 760  | 1 376 | 1 051 | 1 050 | 1 070 | 1 125 | 1 124 | 1 239 | 1 209 |

| 1872  | 1876  | 1881  | 1886  | 1891  | 1896  | 1901  | 1906 | 1911 |
| ----- | ----- | ----- | ----- | ----- | ----- | ----- | ---- | ---- |
| 1 178 | 1 158 | 1 192 | 1 211 | 1 153 | 1 137 | 1 050 | 997  | 895  |

| 1921 | 1926 | 1931 | 1936 | 1946 | 1954 | 1962 | 1968 | 1975 |
| ---- | ---- | ---- | ---- | ---- | ---- | ---- | ---- | ---- |
| 816  | 804  | 805  | 761  | 669  | 598  | 541  | 532  | 475  |

| 1982 | 1990 | 1999 | 2006 | 2011 | 2016 | 2021 | 2022 | - |
| ---- | ---- | ---- | ---- | ---- | ---- | ---- | ---- | - |
| 472  | 458  | 392  | 441  | 386  | 343  | 355  | 370  | - |

## Économie

### Revenus
En 2018  (données Insee publiées en septembre 2021), la commune compte 158 ménages fiscaux, regroupant 322 personnes. La médiane du revenu disponible par unité de consommation est de 19 190 € (20 640 € dans le département).

### Emploi
| Division       | 2008  | 2013  | 2018  |
| -------------- | ----- | ----- | ----- |
| Commune        | 5,3 % | 5,7 % | 7,1 % |
| Département    | 5,4 % | 7,1 % | 7,1 % |
| France entière | 8,3 % | 10 %  | 10 %  |

En 2018, la population âgée de 15 à 64 ans s'élève à 192 personnes, parmi lesquelles on compte 70,5 % d'actifs (63,4 % ayant un emploi et 7,1 % de chômeurs) et 29,5 % d'inactifs,. En  2018, le taux de chômage communal (au sens du recensement) des 15-64 ans est supérieur à celui du département, mais inférieur à celui de la France, alors qu'il était inférieur à celui du département et de la France en 2008.
La commune est hors attraction des villes,. Elle compte 77 emplois en 2018, contre 79 en 2013 et 98 en 2008. Le nombre d'actifs ayant un emploi résidant dans la commune est de 123, soit un indicateur de concentration d'emploi de 62,6 % et un taux d'activité parmi les 15 ans ou plus de 45,5 %.
Sur ces 123 actifs de 15 ans ou plus ayant un emploi, 62 travaillent dans la commune, soit 50 % des habitants. Pour se rendre au travail, 74,4 % des habitants utilisent un véhicule personnel ou de fonction à quatre roues, 17,7 % s'y rendent en deux-roues, à vélo ou à pied et 7,9 % n'ont pas besoin de transport (travail au domicile).
En 2014, parmi la population communale comprise entre 15 et 64 ans, les actifs représentent 152 personnes, soit 41,3 % de la population municipale. Le nombre de chômeurs (15) a stagné par rapport à 2009 et le taux de chômage de cette population active s'établit à 9,9 %.

### Activités hors agriculture

#### Secteurs d'activités
26 établissements sont implantés  à Golinhac au 31 décembre 2019. Le tableau ci-dessous en détaille le nombre par secteur d'activité et compare les ratios avec ceux du département,.
Le secteur du commerce de gros et de détail, des transports, de l'hébergement et de la restauration est prépondérant sur la commune puisqu'il représente 50 % du nombre total d'établissements de la commune (13 sur les 26 entreprises implantées  à Golinhac), contre 27,5 % au niveau départemental.

### Établissements
Au 31 décembre 2015, la commune compte cinquante-deux établissements, dont vingt-quatre au niveau des commerces, transports ou services, vingt dans l'agriculture, la sylviculture ou la pêche, quatre dans la construction, trois dans l'industrie, et un relatif au secteur administratif.

### Agriculture

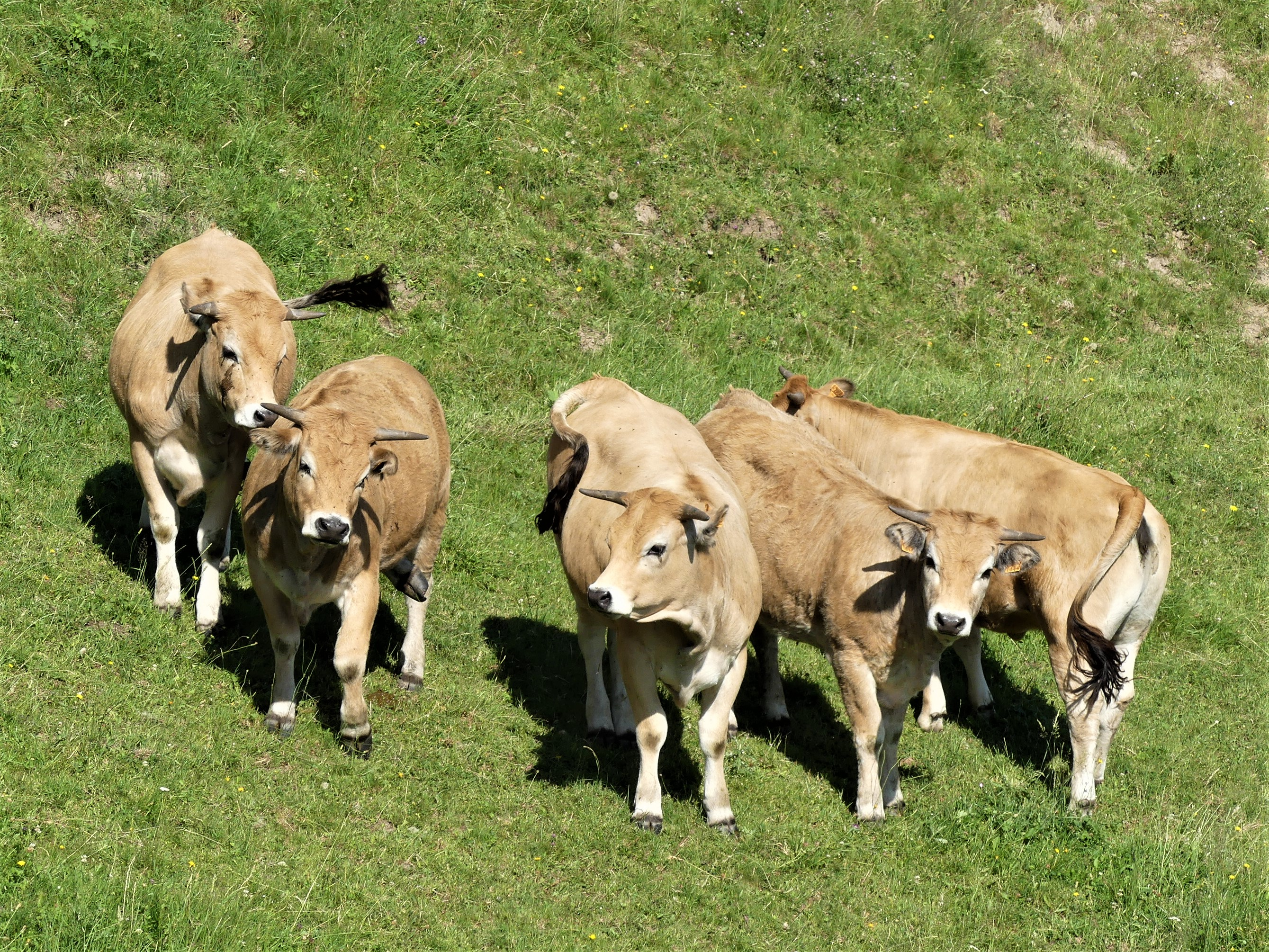
Élevage de bovins à Golinhac.

La commune est dans la « Viadène et vallée du Lot », une petite région agricole occupant le nord-ouest du département de l'Aveyron. En 2020, l'orientation technico-économique de l'agriculture  sur la commune est l'élevage d'équidés et/ou d' autres herbivores.
|               | 1988  | 2000  | 2010  | 2020  |
| ------------- | ----- | ----- | ----- | ----- |
| Exploitations | 69    | 48    | 39    | 31    |
| SAU (ha)      | 1 627 | 1 792 | 1 720 | 1 668 |

Le nombre d'exploitations agricoles en activité et ayant leur siège dans la commune est passé de 69 lors du recensement agricole de 1988  à 48 en 2000 puis à 39 en 2010 et enfin à 31 en 2020, soit une baisse de 55 % en 32 ans. Le même mouvement est observé à l'échelle du département qui a perdu pendant cette période 51 % de ses exploitations,. La surface agricole utilisée sur la commune a quant à elle augmenté, passant de 1 627 ha en 1988 à 1 668 ha en 2020. Parallèlement la surface agricole utilisée moyenne par exploitation a augmenté, passant de 24 à 54 ha.

## Culture locale et patrimoine

### Patrimoine religieux
- À l'entrée du village, au sud-est, une croix en pierre, reproduction depuis 2014 d'une croix du XVe siècle dont l'original est conservé dans l'église[58], certifie la relation étroite avec le pèlerinage de Saint-Jacques-de-Compostelle. Son iconographie représente une Vierge à l'Enfant aux pieds du Christ et, sur le fût, sculpté dans la pierre, un petit pèlerin coiffé d'un chapeau, tenant fermement un énorme bourdon à la main droite.
- L'église de Golinhac est dédiée à saint Martin, ce qui indique une origine très ancienne, vers l'an 950. Elle conserve des assises romanes d'un prieuré bénédictin qui dépendait au XIIe siècle de l'abbaye de Conques. Elle recèle un autel roman classé au titre des monuments historiques, découvert lors de travaux d'aménagement de la route départementale 20[59]. Une cloche datant de 1557 est également classée[60].
- Église Saint-Roch de Castaillac.
- Chapelle du château des Vernhettes.
- Au nord-ouest du bourg a été érigée à partir de 1945 la « chapelle Notre-Dame-des-Hauteurs »[61] qui surplombe les gorges du Lot. En 1951, Angelo Roncalli, nonce apostolique en France, qui sept ans plus tard sera élu pape sous le nom de Jean XXIII, rencontre les élus de la commune en ce lieu[62].

### Patrimoine civil
Le monument aux morts a été sculpté par Louis Bellouvet en 1921.
Le barrage de Golinhac est établi en travers du cours du Lot entre Golinhac et la commune du Nayrac.

### Patrimoine culturel

#### Le pèlerinage de Compostelle
Le bourg de Golinhac est situé sur la via Podiensis du pèlerinage de Saint-Jacques-de-Compostelle, en provenance d'Estaing, la prochaine étape étant Espeyrac, et son prieuré de Saint-Pierre.

### Personnalités liées à la commune
- Bienheureux Lucien Galan (1921-1968), missionnaire assassiné au Laos, béatifié en 2016, né à Golinhac au hameau de la Moissétie.

### Héraldique
| Blason de Golinhac | Blason  | Écartelé : aux 1er et 4e de sable à trois tours rangées d'argent, celle du milieu plus haute et ouverte de sinople, celle de senestre ayant un cor de chasse d'argent appendu à senestre, aux 2e et 3e de gueules au chien d'argent et au chef cousu d'azur chargé de trois étoiles d'or. |
| Blason de Golinhac | Détails | Le statut officiel du blason reste à déterminer. |

## Galerie

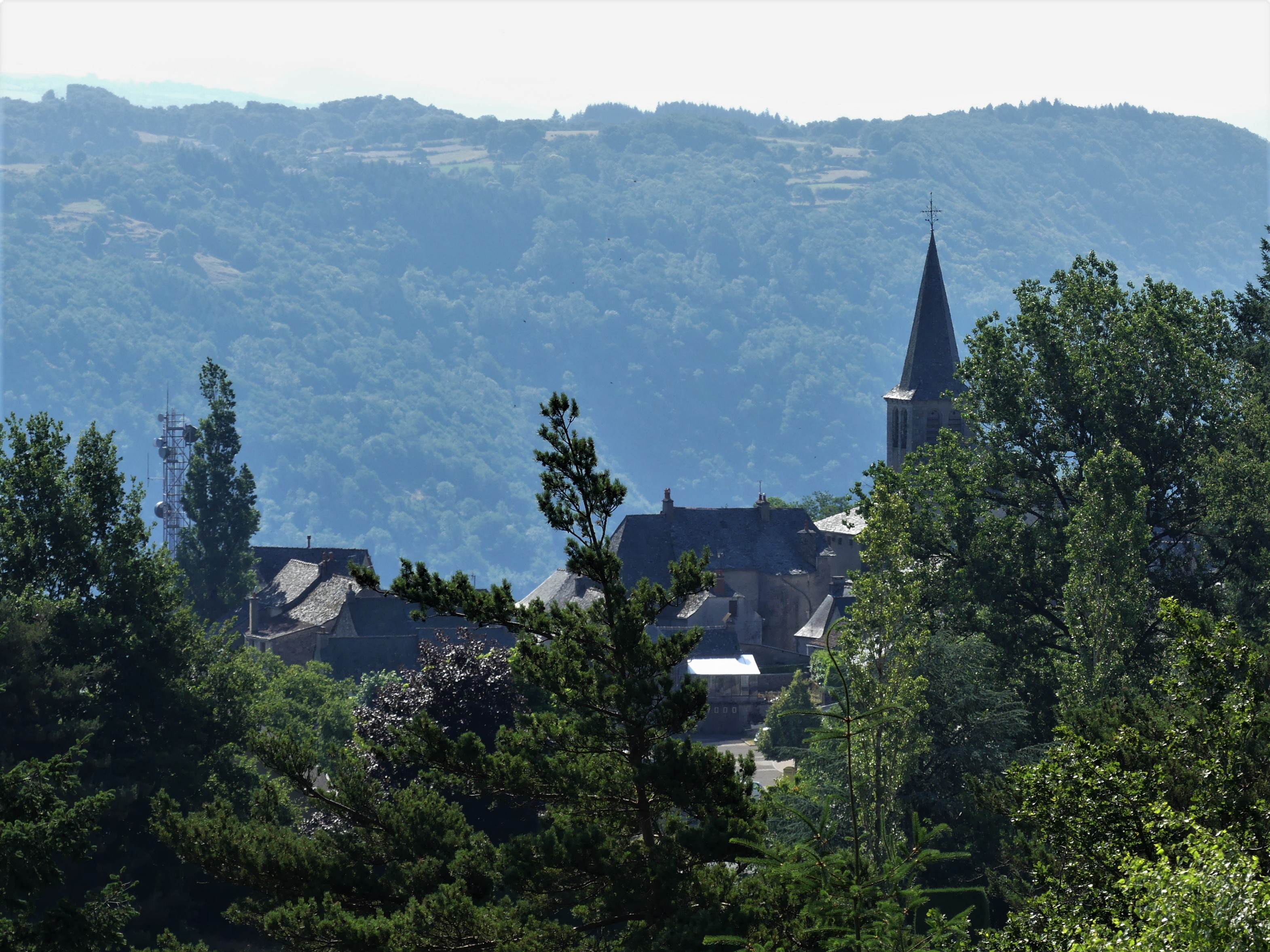
Le bourg de Golinhac.
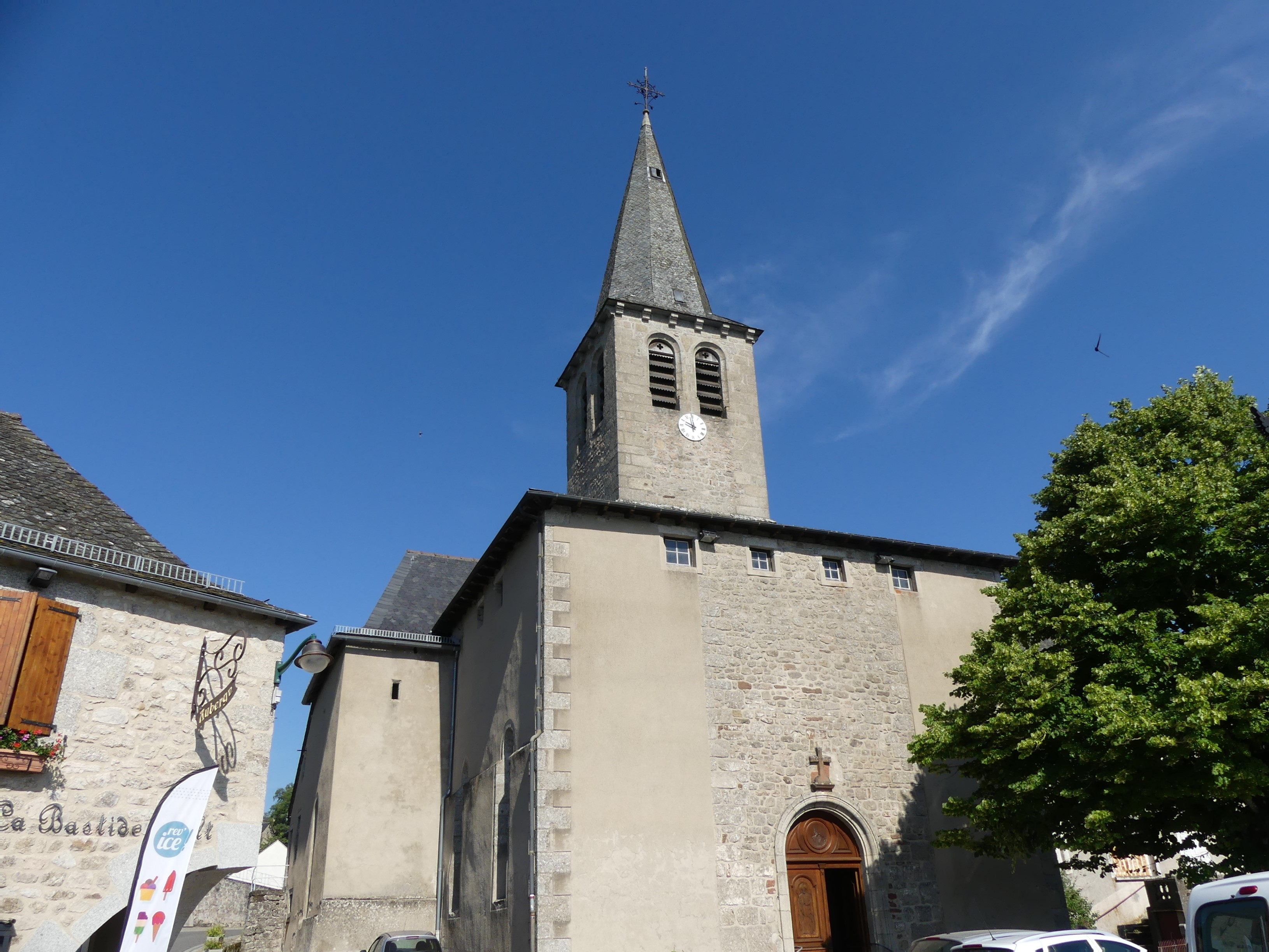
L'église Saint-Martin.
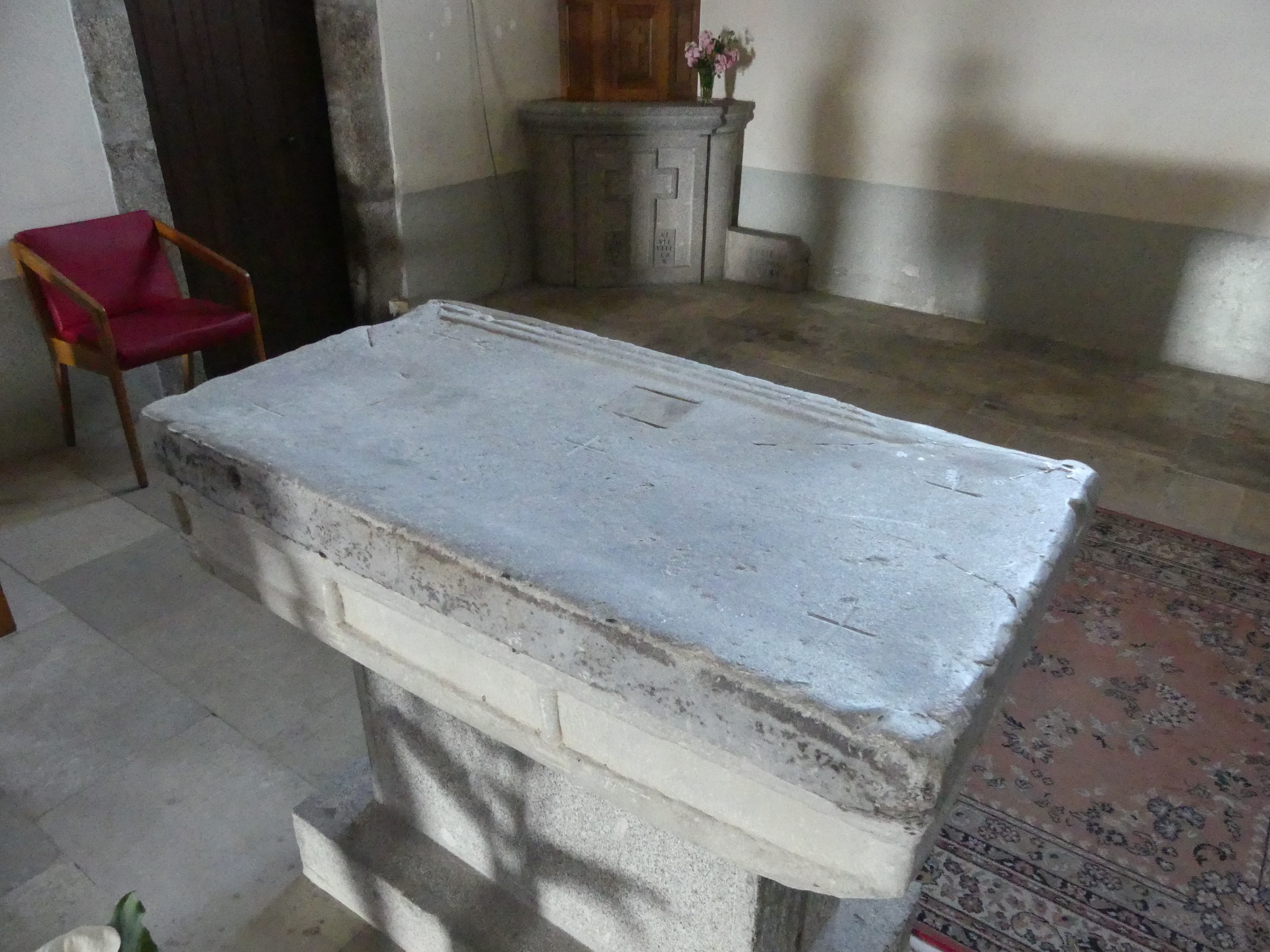
Sa table d'autel romane.
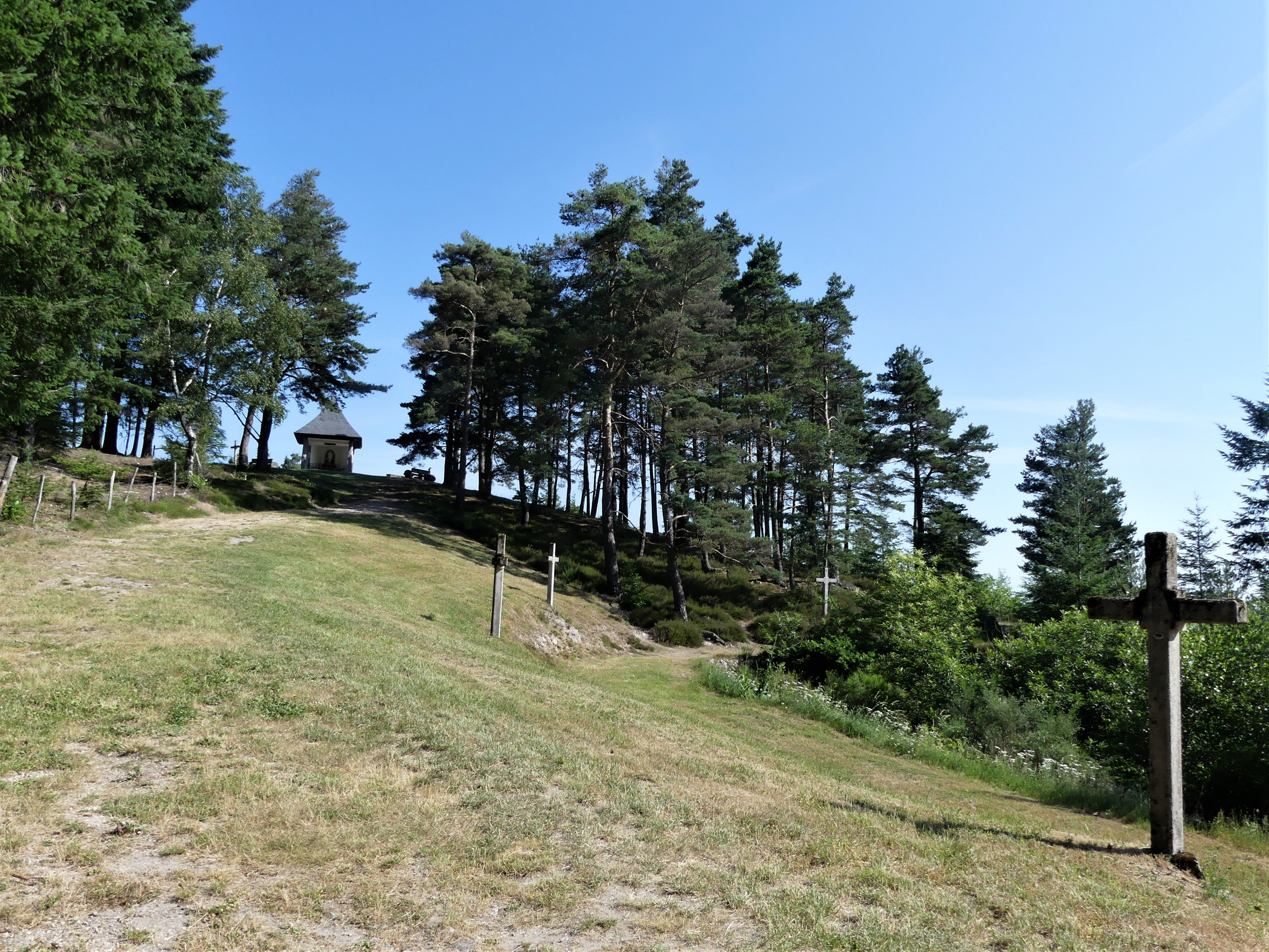
La colline où est érigée la chapelle Notre-Dame-des-Hauteurs.
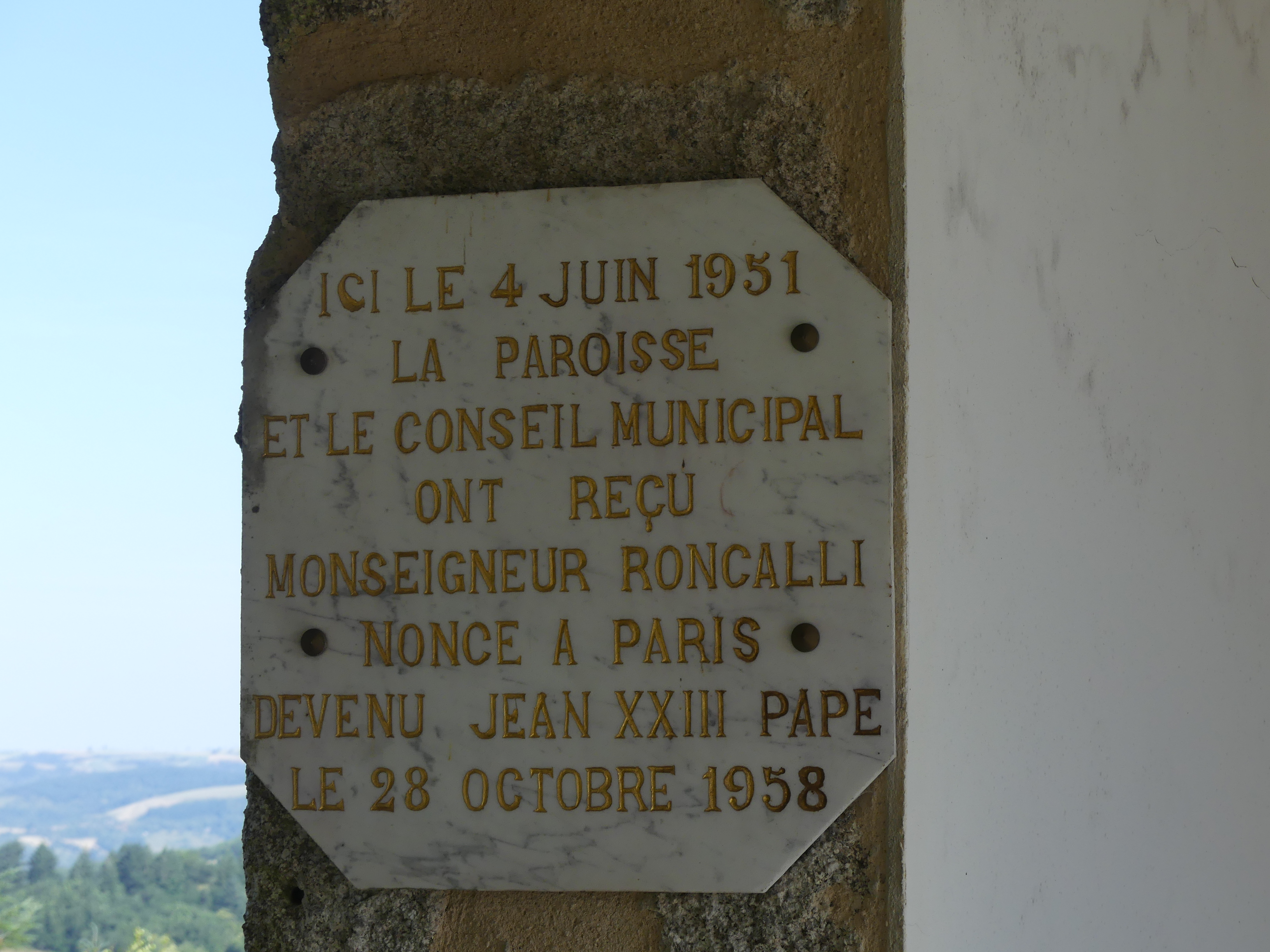
Plaque commémorant le passage d'Angelo Roncalli, futur pape.
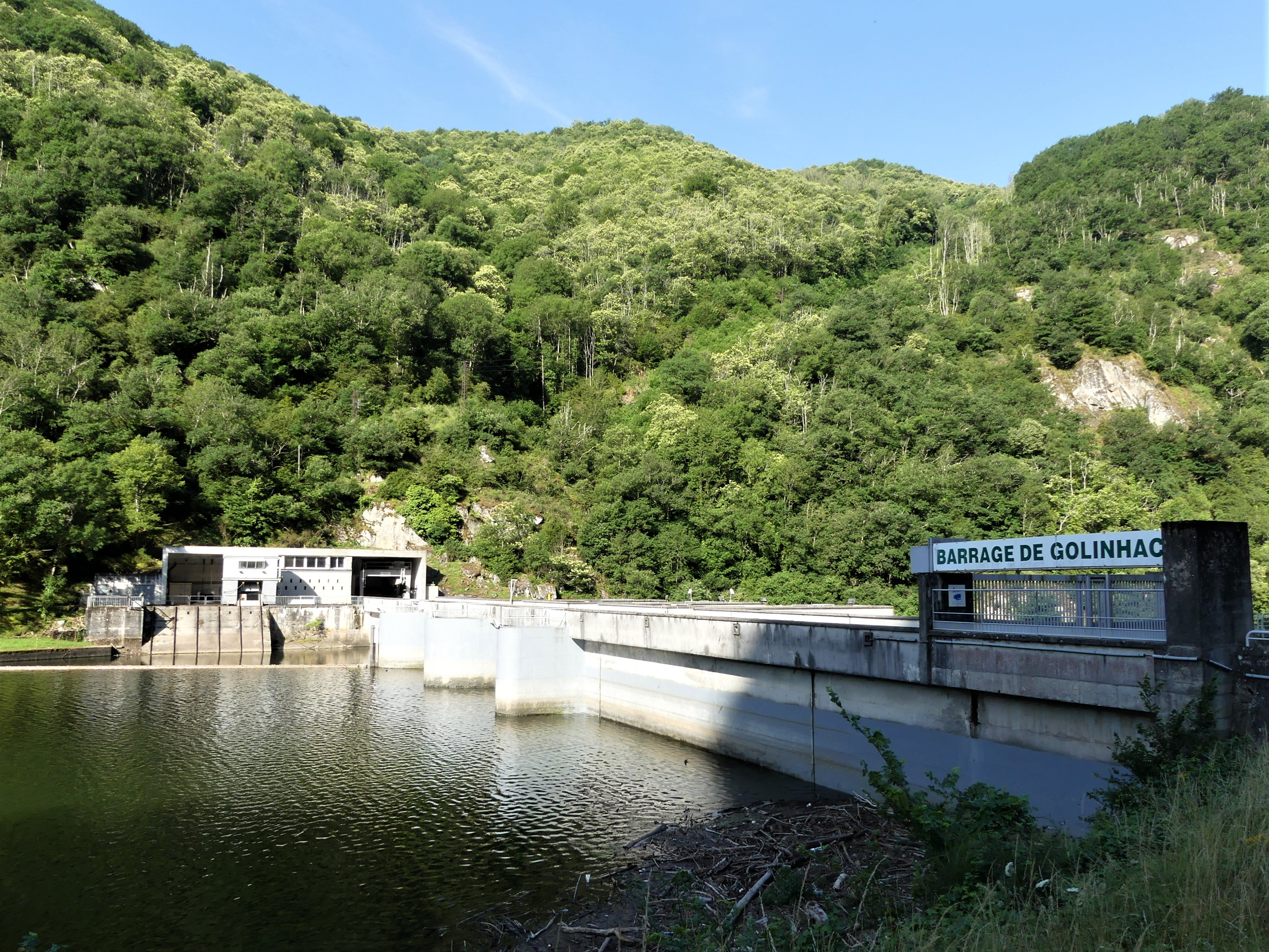
Le barrage de Golinhac.